# Unterseeboot 427
L'Unterseeboot 427 ou U-427 est un U-Boot type VIIC utilisé par la Kriegsmarine pendant la Seconde Guerre mondiale.
L'U-427 n'a ni coulé ni endommagé de navire au cours des cinq patrouilles (146 jours en mer) qu'il effectua.
Le sous-marin a également participé à une Rudeltaktik.

## Conception
Unterseeboot type VII, l'U-427 avait un déplacement de 769 tonnes en surface et 871 tonnes en plongée. Il avait une longueur totale de 67,10 m, un maître-bau de 6,20 m, une hauteur de 9,60 m, et un tirant d'eau de 4,74 m. Le sous-marin était propulsé par deux hélices de 1.23 m, deux moteurs diesel F46 de 6 cylindres produisant un total de 2 060 à 2 350 kW en surface et de deux moteurs électriques Siemens-Schuckert GU 343/38-8 produisant un total 550 kW, en plongée. Le sous-marin avait une vitesse en surface de 17,7 nœuds (32,8 km/h) et une vitesse de 7,6 nœuds (14,1 km/h) en plongée. Immergé, il avait un rayon d'action de 80 milles marins (150 km) à 4 nœuds (7,4 km/h; 4,6 milles par heure), en surface, son rayon d'action était de 8 500 milles nautiques (soit 15 700 km) à 10 nœuds (19 km/h).
L'U-427 était équipé de cinq tubes lance-torpilles de 53,3 cm (quatre montés à l'avant et un à l'arrière) qui contenait quatorze torpilles. Il était équipé d'un canon de 8,8 cm SK C/35 (220 coups) et d'un canon anti-aérien de 20 mm Flak. Son équipage comprenait 51 sous mariniers.

## Historique
Le sous-marin fut commandé le 5 juin 1941 à Dantzig (Danziger Werft), sa quille fut posée le 27 juillet 1942, il fut lancé le 6 février 1943 et mis en service le 2 juin 1943, sous le commandement de l'Oberleutnant zur See Carl-Gabriel von Gudenus.
Le sous-marin effectue toute la guerre. Si la plupart des U-Boote ont acquis leur notoriété en raison du nombre de navires coulés, la célébrité de l' U-427 provient d'une raison différente.
Parti au combat le 21 juin 1944, et ce jusqu’à la fin de la guerre, l’U-427 n’a jamais détruit de navire ennemi. Il prend part à la dernière attaque de convoi de la guerre, tirant trois torpilles contre les vaisseaux canadiens, les NCSM Haida et HMCS Iroquois le 29 avril 1945 ; il les manque tous les deux. L’escorte d’accompagnement le prend alors en chasse. L'U-Boot 427 est connu pour avoir subi sans dommage ultime [réf. nécessaire] 678 explosions de grenades anti-sous-marines, son livre de bord (KTB) en mentionnant 260. Grâce à une bonne chance et sans doute à une égale habileté, l’U-Boot s’échappe et revient le 3 mai 1945 à sa base à Kilbotn. Incapable de plonger, il est escorté par les U-968 et U-481 à Narvik.
Les sous-marins qui se trouvent dans la région de Narvik à la fin de la guerre sont tous déplacés le 12 mai vers Skjomenfjord sur ordre des Alliés pour éviter des tensions avec les Norvégiens. Le 15 mai, un convoi allemand de cinq navires (le Grille, le cargo-pétrolier de ravitaillement Kärnten, le navire de réparation Kamerun, les navires d’approvisionnement Huascaran et Stella Polaris) et 15 sous-marins (U-278, U-294, U-295, U-312, U-313, U-318, U-363, U-427, U-481, U-668, U-716, U-968, U-992, U-997 et U-1165) furent interceptés durant leur transfert vers Trondheim. Après y avoir fait relâche, les sous-marins furent conduits par le 9e groupe d'escorte au Loch Eriboll, en Écosse où ils arrivent le 19 mai. Ils sont ensuite envoyés à Loch Ryan en vue de leur destruction.
Dans le cadre de l’opération alliée de destruction massive d'U-Boote, l’U-427 est coulé le 21 décembre 1945 (après son remorquage) à 15 h 05 par l’artillerie du HMS Enchanter à la position 56° 04′ N, 9° 35′ O.
Son commandant, Carl-Gabriel von Gudenus est libéré de captivité le 24 décembre 1947. 

### OpérationsWolfpack
L'U-427 pris part à une Rudeltaktik (meutes de loup) durant sa carrière opérationnelle.
- Faust (21-30 avril 1945)

## Affectations
- 8. Unterseebootsflottille du 2 juin 1943 au 1er juin 1944 (Flottille d'entraînement).
- 7. Unterseebootsflottille du 1er juin 1944 au 31 juillet 1944 (Flottille de combat).
- 11. Unterseebootsflottille du 1er août 1944 au 4 novembre 1944 (Flottille de combat).
- 13. Unterseebootsflottille du 5 novembre 1944 au 28 février 1945 (Flottille de combat).
- 14. Unterseebootsflottille du 1er mars 1945 au 8 mai 1945 (Flottille de combat).

## Commandement
- Oberleutnant zur See Carl-Gabriel Graf von Gudenus du 2 juin 1943 au 9 mai 1945.